# Баскервилски пас
Баскервилски пас (енгл. The Hound of the Baskervilles) је трећи криминалистички роман сер Артура Конана Дојла о детективу Шерлоку Холмсу. Првобитно је објављиван у наставцима у часопису The Strand Magazine од августа 1901. до априла 1902. године, а радња је углавном смештена у Дартмуру у Девону у западној Енглеској и прича прати покушај убиства инспирисан легендом о страшном, ђаволском псу натприродног порекла. Шерлок Холмс и његов сапутник доктор Вотсон истражују овај случај. Ово је било прво Холмсово појављивање од његове наводне смрти у приповеци „Последњи проблем”, а успех Баскервилског пса довео је до коначног оживљавања лика.
Као једна од најпознатијих прича икада написаних, ова књига је 2003. године на BBC-јевој читалачкој анкети о 200 најомиљенијих британских романа смештена на 128. место. Године 1999, анкета „Шерлоковаца” га је рангирала као најбољи од четири романа о Холмсу.

## Радња
Др Џејмс Мортимер тражи савет од Шерлока Холмса у Лондону након што је његов пријатељ, сер Чарлс Баскервил, пронађен мртав у алеји свог имања у Дартмуру у Девону. Смрт је настала услед срчаног удара, и то је у накнадној истрази представљено као једини релевантан фактор, али према Мортимеру, лице сер Чарлса задржало је израз ужаса, а недалеко од леша били су отисци стопала џиновског пса, јасно видљиви. Према старој легенди, клетва тече у породици Баскервил још од времена Енглеског грађанског рата, када је Хуго Баскервил отео и изазвао смрт једне девојке на вресишту, да би га заузврат убио огроман демонски пас. Наводно, исто створење од тада прогања имање, узрокујући прерану смрт многих Баскервилових наследника. Сер Чарлс је веровао у клетву пса, као и Мортимер, који се сада плаши за следећег у реду наследника, сер Хенрија Баскервила.
Иако одбацује причу о проклетству као бесмислицу, Холмс пристаје да се састане са сер Хенријем у Лондону чим сер Хенри стигне из Канаде, где је живео. Он је млад и весео момак, скептичан према мрачној легенди и жељан да преузме Баскервил Хол, иако је управо примио анонимну поруку у којој је упозорен да се клони вресишта. Међутим, када неко почне да прати сер Хенрија док он иде улицом, Холмс тражи од доктора Вотсона да оде са младићем и Мортимером у Дартмур, како би заштитио сер Хенрија и потражио трагове о томе ко прети његовом животу.
Трио стиже у Баскервил Хол, старо и импозантно имање усред огромног парка, којим управљају батлер Баримор и његова супруга домаћица. Имање је окружено вресиштем и граничи се са тресетиштем Гримпен, где животиње и људи могу потонути до своје смрти. Вест да је осуђеник по имену Селден, убица, побегао из оближњег затвора Дартмур и да се крије у оближњим брдима доприноси неплодном пејзажу и суморној атмосфери.
Током прве ноћи дешавају се необјашњиви догађаји који држе госте буднима, а само на дневном светлу Вотсон и сер Хенри могу да се опусте док истражују комшилук и упознају раштркане и идиосинкратичне становнике округа. Вотсон наставља да тражи било какав траг до идентитета онога ко прети сер Хенријевом животу, и верно шаље детаље своје истраге Холмсу. Међу становницима се истичу Стејплтони, брат и сестра: Џек је превише љубазан и помало радознао према новопридошлима, док се Берил, веома лепа, чини превише уморном од тог места и покушава да упозори сер Хенрија, преко Вотсона, на опасност.
Далеки урлици и чудна виђења муче Вотсона током његових дугих шетњи по брдима, а његово расположење не постаје боље чак ни у Баскервил Холу. Вотсон постаје сумњичав према батлеру Баримору, за кога се чини да ноћу са прозора куће свећом сигнализира некоме на вресишту. У међувремену, сер Хенрија привлачи Берил, за коју се чини да се плаши мишљења свог брата о томе. Да загонетка буде још сложенија, ту је Мортимер, који је превише нестрпљив да убеди сер Хенрија да је клетва стварна; Френкленд, стари и мрзовољни комшија који воли да посматра својим телескопом туђе послове; његова отуђена ћерка Лора, која је имала нејасне везе са сер Чарлсом; па чак и брадати човек који слободно лута по брдима и очигледно се крије на хумки где је Мортимер ископао древне гробнице, с нејасном сврхом.
Непознат свима, чак ни свом пријатељу Вотсону, Холмс се све време крио на вресишту и решио мистерију. Он открива да је пас стваран и да припада Стејплтону, који је завео Лору и убедио је да ноћу намами сер Чарлса из његове куће, како би га уплашио појавом легендарног пса. Берил је заправо Џекова легитимна супруга, злостављана и приморана да се представља као његова сестра да би завела сер Хенрија и изложила га очњацима пса, пошто је Стејплтон у ствари потомак Баскервилових који жели да тражи њихово наследство. У међувремену, пас напада и убија човека за кога је сматрао да је сер Хенри, али се испоставља да је то био Селден, иначе Бариморов шурак, коме је овај дао Хенријеву одећу.
Нажалост, прикупљени докази нису довољни да порота осуди Стејплтона, тако да Холмс одлучује да искористи младог Баскервила као мамац да ухвати криминалца. Сер Хенри ће прихватити позив у Стејплтонову кућу и вратиће се сам по мраку, дајући свом непријатељу добру прилику да ослободи пса на њега. Холмс и Вотсон се претварају да напуштају Дартмур возом, али се уместо тога крију близу Стејплтонове куће са инспектором Лестрадом из Скотланд Јарда. Упркос мраку и густој магли, Холмс и Вотсон успевају да убију страшну звер чим нападне означену жртву, док се Стејплтон даје у панично бекство са места догађаја, након чега се претпоставља да се удавио у мочвари.

## Порекло и позадина
Сер Артур Конан Дојл написао је ову причу убрзо након што се вратио у свој дом Андершо из Јужне Африке, где је радио као лекар добровољац у пољској болници Лангман у Блумфонтејну током Другог бурског рата. О Шерлоку Холмсу није писао осам година, пошто је убио овог лика 1893. у причи „Последњи проблем”. Иако је Баскервилски пас смештен пре те приче, две године касније Конан Дојл је заувек вратио Холмса, објашњавајући у приповеци „Празна кућа” да је Холмс лажирао сопствену смрт.
Са легендом о псу и локалним обичајима помогао му је новинар Daily Express-а по имену Бертрам Флечер Робинсон (1870–1907), са којим је истраживао Дартмур у јуну 1901. и коме је дао 1⁄3 хонорара који је износио преко 500 фунти до краја те године.

## Инспирација
Његове идеје потичу из легенде о штитоноши Ричарду Кејбелу из Брук Хола, у парохији Бакфастли, Девон, која је била основна инспирација за Баскервилску причу о пакленом псу и уклетом сеоском штитоноши. Кејбелова гробница је опстала у граду Бакфастли.
Кејбел је живео за лов и био је оно што се у то време описивало као „монструозно зао човек”. Ову репутацију је стекао, између осталог, због неморалности и продаје своје душе ђаволу. Постојале су и гласине да је убио своју жену Елизабет Фауел, ћерку сер Едмунда Фауела (1593–1674), првог баронета од Фауелскомба. Умро је 5. јула 1677. и сахрањен је у гробници. У ноћи његове сахране виђен је фантомски чопор паса који је лајао преко вресишта и завијао на његову гробницу. Од те ноћи, он се могао наћи како води фантомски чопор преко вресишта, обично на годишњицу своје смрти. Да чопор није био у лову, могли би се наћи како се крећу око његовог гроба како завијају и вриште. Како би покушали да их умире, сељани су подигли велику грађевину око гроба, а да би били сигурни, постављена је и огромна плоча.
Штавише, фолклор Девона укључује и приче о застрашујућем натприродном псу познатом као гонич Јет којег је Конан Дојл можда чуо.
Велер верује да је Баскервил Хол заснован на једној од три могуће куће у Дартмуру или близу њега: Фауелскомб у парохији Агборо, седишту Фауел баронета; Хејфорд Хол, близу Бакфастлија (такође у власништву Џона Кинга (ум. 1861) из Фауелскомба) и Брук Хол, у парохији Бакфастли, око две миље источно од Хејфорда, стварног дома Ричарда Кејбела. Такође се тврди да је Баскервил Хол заснован на имању у Средњем Велсу, које је 1839. године саградио Томас Мајнорс Баскервил. Кућа се раније звала Клајро Корт, а крајем 19. века преименована је у Баскервил Хол. Артур Конан Дојл је очигледно био породични пријатељ који је често боравио тамо и можда је знао за локалну легенду о Баскервилском псу.
Још неке приче тврде да је Конан Дојл био инспирисан празником у Северном Норфоку, где је прича о Црном Шаку добро позната. Предготички Кромер Хол, где је Конан Дојл боравио, такође веома подсећа на Дојлове живописне описе Баскервил Хола.
Џејмс Линам Молој, Дојлов пријатељ, оженио је Флоренс Баскервил, ћерку Хенрија Баскервила из Краусли Парка у Оксфордширу. Капије Парка су имале статуе паклених паса, са копљима кроз уста. Изнад надвратника је била још једна статуа пакленог пса.

## Техника
Роман укључује пет заплета: тобожњу причу о „проклетству”, два подзаплета типа црвена харинга који се тичу Селдена и другог странца који живи у мочвари, стварни догађаји који се дешавају Баскервилу како их приповеда Вотсон, и скривену заверу коју треба да открије Холмс . Дојл је написао да је роман првобитно замишљен као директна „викторијанска прича о духовима”, са идејом да се Холмс представи као deus ex machina тек касније.

## Публикација
Баскервилски пас је први пут објављиван у наставцима у часопису The Strand Magazine 1901. године. Био је веома прикладан за ову врсту публикације, пошто се поједина поглавља завршавају неизвесно. Штампана је у Уједињеном Краљевству као роман у марту 1902. од стране издавача George Newnes Ltd. Исте године је објављен у Сједињеним Државама од стране издавача McClure, Philips & Co.

### Оригинални рукопис
Године 1902. Дојлов оригинални рукопис књиге разбијен је на појединачне листове као део промотивне кампање Дојловог америчког издавача – користили су их на излозима појединих књижара. Од процењених 185–190 листова, познато је да још увек постоји само 37, укључујући све листове из поглавља 11, које поседује Њујоршка јавна библиотека. Остали листови су у власништву универзитетских библиотека и приватних колекционара.
Новооткривени примерак продат је на аукцији 2012. за 158.500 долара.

## Адаптације

### Филм и телевизија
Снимљено је преко 20 филмских и телевизијских верзија Баскервилског пса. Године 1914. у немачкој продукцији су снимљена три нема филма заснована на роману. Еје Норвуд је глумио Холмса у кратком немом филму из 1921. године, адаптираном на основу ове књиге. Први звучни филм заснован на причи, Баскервилски пас (1932), режирао је Гарет Гандри, док су Роберт Рендел и Фредерик Лојд тумачили улоге Холмса и Вотсона респективно. Међу најпознатијим филмским адаптацијама овог романа је филм из 1939. са Бејзилом Ратбоном као Холмсом и Најџелом Брусом као Вотсоном. Филм из 1959. је прва адаптација овог романа снимљена у боји. Неке адаптације су остале верне оригиналном тексту док се неке разликују у радњи или у детаљима, а међу њима су и неке пародије.
Роман је 1968. адаптиран као четврта и пета епизода друге сезоне ТВ серије Шерлок Холмс са Питером Кушингом у улози Холмса. Прича је 1988. адаптирана као епизода серије Авантуре Шерлока Холмса са Џеремијем Бретом у главној улози. Епизода „Баскервилски пси” из друге сезоне серије Шерлок из 2012. представља модерну адаптацију овог романа.

### Аудио
Едит Мејзер је адаптирала роман у облику шест епизода радио-серије Авантуре Шерлока Холмса. Епизоде су емитоване у фебруару и марту 1932, са Ричардом Гордоном у улози Шерлока Холмса и Лијем Ловелом као др Вотсоном. Још једна драматизација приче емитована је у новембру и децембру 1936, са Гордоном као Холмсом и Харијем Вестом као Вотсоном.
Мејзерова је причу адаптирала и путем шест епизода радио-серије Нове авантуре Шерлока Холмса са Бејзилом Ретбоуном као Холмсом и Најџелом Брусом као Вотсоном. Епизоде су емитоване у јануару и фебруару 1941. године.
Драматизација овог романа, коју је радио Феликс Фелтон, емитована је на BBC Light програму 1958. као део радио-серије из 1952–1969, са Карлтоном Хобсом као Шерлоком Холмсом и Норманом Шелијем као др Вотсоном. Другачија продукција Баскервилског пса, коју је такође адаптирао Фелтон и са Хобсом и Шелијем у главним улогама са различитим споредним глумцима, емитована је 1961. на станици BBC Home Service.
Роман је адаптиран као епизода радио-серије CBS Radio Mystery Theater. У епизоди, која је емитована 1977. године, глумили су Кевин Макарти као Холмс и Лојд Батиста као Вотсон.
Баскервилског пса је у два наврата адаптирао Берт Кулс за радио BBC. У првом су глумили Роџер Рис као Холмс и Крофорд Логан као Вотсон, а емитован је 1988. на станици BBC Radio 4. Након доброг пријема, Кулс је предложио даље радио адаптације, што је на крају довело до радио-серије драматизације читавог канона из 1989–1998. са Клајвом Мерисоном у улози Холмса и Мајклом Вилијамсом као Вотсоном. Друга адаптација Баскервилског пса, која садржи ово упаривање, емитована је 1998. године, а такође је укључивала Џуди Денч као госпођу Хадсон и Доналда Синдена као сер Чарлса Баскервила.
Клајв Нолан и Оливер Вејкман адаптирали су Баскервилског пса као прогресивни рок албум 2002. године, уз нарацију Роберта Пауела.
Баскервилски пас је адаптиран у виду три епизоде америчке радио-серије Класичне авантуре Шерлока Холмса, са Џоном Патриком Лоуријем као Холмсом и Лоренсом Албертом као Вотсоном. Епизоде су први пут емитоване у марту 2008. године.
Године 2011. Big Finish Productions је објавио своју адаптацију књиге као део своје друге серије Холмесових драма. Холмса је играо Николас Бригс, а Вотсона Ричард Ерл.
Године 2014. L.A. Theatre Works је објавио своју продукцију, у којој су глумили Шејмус Девер као Холмс, Џефри Аренд као Вотсон, Џејмс Марстерс као сер Хенри, Сара Дру као Берил Стејплтон, Вилсон Бетел као Стејплтон, Хенри Лубати као др Мортимер, Кристофер Ним као сер Чарлс и Френкланд, Мојра Квирк као госпођа Хадсон и госпођа Беримор и Дарен Ричардсон као Баримор.
У јулу 2020. Lions Den Theatre је објавио нову адаптацију романа који је написао и режирао Кит Морисон на YouTube каналу компаније. Рана верзија ове представе изведена је на различитим локацијама у Новој Шкотској 2018. године.
У новембру 2021. Audible је објавио адаптацију приче у којој глуме Колин Салмон као Шерлок Холмс и Стивен Фрај као доктор Џон Вотсон.

### Позориште
Године 2007, Peepolykus Theatre Company је премијерно извео нову адаптацију Баскервилског пса у позоришту Вест Јоркшир у Лидсу. У адаптацији Џона Николсона и Стивена Кенија, продукција укључује само три глумца, а критичари су је похвалили због физичке комедије. Након турнеје по Великој Британији, пребачен је у позориште у лондонском Вест Енду. The Daily Telegraph описао ју је као „невероватно дивну пародију”, док је The Sunday Times хвалио њену „луду веселост због које ћете се осећати сасвим разумно”. Ову адаптацију настављају да представљају и аматерске и професионалне компаније широм света.
Сценски наступи су такође извођени у Великој Британији у драматизацијама Џоун Најт, Клер Малколмсон, Харија Мичера и Роџера Сансома, између осталих. Мичерова верзија је продуцирана три пута, а сваки пут је он глумио Холмса.
Кен Лудвиг је аутор адаптације под називом Баскервил: Мистерија Шерлока Холмса која је премијерно приказана у позоришту Arena Stage у Вашингтону у јануару 2015. и позоришту McCarter Theatre у марту 2015. године.
Године 2021. адаптација Стивена Кенија и Џона Николсона за сцену за Peepolykus, у режији Тима Џексона и Лот Вејкман, била је на турнеји по Великој Британији у продукцији позоришта Original Theatre Company и Bolton's Octagon Theatre.

### Видео игре
Баскервилски пас је послужио као примарна инспирација за последњи случај у игри The Great Ace Attorney: Adventures, у којем се протагониста удружује са Шерлоком Холмсом како би истражио мистерије на основу различитих наслова у Холмсовој хронологији.
Sherlock Holmes and the Hound of the Baskervilles је лежерна игра компаније Frogwares. Разликује се од оригиналне радње увођењем јасних натприродних елемената. Упркос неканонском заплету, игра је добила позитивне критике.

## Сродни радови
- Филм Живот и смрт пуковника Блимпа (1941) садржи референце на Баскервилског пса.
- Часопис Mad је сатирирао овај роман у 16. издању (октобар 1954) као „The Hound of the Basketballs”, дело Била Елдера.
- Дизнијев цртач Карл Баркс пародирао је ову причу филмом Вискервилски пас (1960), са ујаком Скруџом у главној улози.[30]
- У издању Волт Дизнијевих стрипова и прича из 1965. представљен је Баскетвилски пас, у којем су главне улоге тумачили Мики Маус, Шиља, Гледстон Гандер и Плутон, као и Шерлок Маус, доктор Шља, сер Гледстон Баскетвил и пас.
- Године 1971, немачки вокални дуо шлагера Синди и Берт обрадио је револуционарну хеви метал песму Paranoid из 1970. године, групе Black Sabbath, са текстовима заснованим на Баскервилском псу као „Der Hund von Baskerville”. Ова верзија са тешким хамонд оргуљама, представљена у ТВ емисији[31] са сићушним пекинезером који је представљао насловног пса и са плесачима који се враћају на своја места, подстакла је радозналост колекционара и постала је документ цајтгајста из 1971. године.
- Стејплтон се поново појављује у верзији Дивовског пацова Суматре (1976) Ричарда Л. Бојера. Испоставило се да он није умро, као што су Холмс и Вотсон претпостављали, већ је побегао другим путем, починивши даље злочине и заклевши се да ће се осветити Шерлоку Холмсу.
- Вилијам од Баскервила, протагониста романа Умберта Ека Име руже (1980), фрањевачки је фратар и детектив, инспирисан Шерлоком Холмсом и можда Вилијамом Окамским, као и другим стварним и измишљеним ликовима.
- Баскервилски пас имао је кратку улогу у анимираном филму Магична библиотека (1994).
- Баскервилски пас је лик у натприродној манга серији Hellsing (1997–2008), аутора Коуте Хирана.
- Спајк Милиган је сатиризовао овај роман у својој књизи Баскервилски пас према Спајку Милигану (1997), комбинујући елементе оригиналног романа са серијалом са Бејзилом Ратбоном.
- Вресиште (1998), роман у серији Лори Р. Кинг о Шерлоку Холмсу и Мери Расел, користи ово окружење и различите елементе радње, а Холмс се касније враћа у Дартмур.
- Књига Пјера Бајарда Шерлок Холмс је погрешио (2008) поново отвара случај и, пажљивим преиспитивањем свих индиција, ослобађа пса од свих недела, уз то тврдећи да се стварни убица извукао са злочином за који уопште нису сумњали Холмс, безбројни читаоци књиге током претходног века — па чак, у извесном смислу, и сам аутор.
- Мистериозни елементи Баскервилског пса коришћени су као инспирација за демонског пса Плутона у аниме серији Црни Батлер (2011–2017).

## Пријем
Дана 5. новембра 2019, Баскервилски пас се појавио на BBC листи 100 „најинспиративнијих” романа, коју је објавио BBC News.